# Wohn- und Wirtschaftsgebäude Neddenhüsen 7
Das Wohn- und Wirtschaftsgebäude Neddenhüsen 7 im niedersächsischen nordöstlichen Ortsteil Dötlingen-Brettorf im Landkreis Oldenburg stammt vom späten 18. Jahrhundert. Aktuell (2023) wird es als Wohnhaus genutzt.
Das Gebäude steht unter Denkmalschutz (siehe auch Liste der Baudenkmale in Dötlingen).

## Geschichte
Das kleine eingeschossige giebelständige Gebäude als Zweiständer-Hallenhaus in Fachwerk mit sichtbaren Steinausfachungen sowie mit Walmdach stammt von 1777.
Das Landesdenkmalamt befand: „…  geschichtliche Bedeutung … für die Baugeschichte und für die Volkskunde …“